# Andersbo en Sågsbo
Andersbo en Sågsbo (Zweeds: Andersbo och Sågsbo) is een småort in de gemeente Falun in het landschap Dalarna en de provincie Dalarnas län in Zweden. Het småort heeft 90 inwoners (2005) en een oppervlakte van 37 hectare. Eigenlijk bestaat het småort uit twee plaatsen: Andersbo en Sågsbo. Het småortligt op ongeveer 320 meter boven de zeespiegel, de omgeving van de plaats bestaat vooral uit bos en beboste heuvels/bergen.